# Pamela F. Gordon
Pamela F. Gordon, född 1955, är en bermudansk politiker. 
Hon var premier på Bermuda 1997–1998. 
Hon är medlem i Council of Women World Leaders.